# Bojanovice (Znojmói járás)
Bojanovice település Csehországban, a Znojmói járásban. Bojanovice Hluboké Mašůvky, Jevišovice, Boskovštejn, Pavlice, Kravsko és Vevčice településekkel határos. Lakosainak száma 179 fő (2024. január 1.).

## Népesség
A település lakosságának változását az alábbi diagram mutatja:
| Lakosok száma | 293  | 337  | 354  | 246  | 210  | 166  | 183  | 198  | 185  | 179  |
|               | 1869 | 1890 | 1921 | 1950 | 1980 | 2001 | 2017 | 2019 | 2022 | 2024 |